# Gérald Fortin
Pour les articles homonymes, voir Fortin.
Gérald Fortin est un sociologue et écrivain québécois né en 1929 et mort le 13 février 1997.
Il a enseigné à l'Université Laval et il est considéré comme un pionnier de la sociologie au Québec.

## Honneurs
- 1971 - Prix du Gouverneur général